# فيسنتي ألفاريز (سياسي)
فيسنتي ألفاريز هو سياسي فلبيني، ولد في 5 أبريل 1862 في مدينة زامبوانجا في الفلبين، وتوفي في 4 نوفمبر 1942 في الفلبين.